# Госпина папучица
Госпина папучица (лат. Cypripedium calceolus) европска је врста орхидеје која у Србији расте само на Сувој планини. Стручни назив јој потиче од речи – грч. Kypris, што је надимак Венере, богиње љубави и лепоте) и грч. pedilon што значи ципелица, због облика усне цвета, а што се понавља и у другом делу имена - лат. calceolus, такође значи ципелица.

## Опис биљке
Стабла ове биљке су зељаста и дебела, расту усправно из пузећег дела. На попречном пресеку су округласта, прекривена кратким длачицама, а основу им препокривају прилегли, смеђи, љускасти листови.

Листови су седећи, дуги 7-15 cm, а широки 3,5-7 cm. Елиптични су и основом обавијају стабљику. На лицу су светлозелени, а на наличју плавозелени, а по целој површини уздужно наборани.

Цветови су веома крупни, зигоморфни, хермафродитни и расту у групама од по два или су појединачни, ређе се јављају у групама од по три или четири на једној стабљици. Имају два жута прашника с црвеним тачкама. Усна цвета је у облику папучице, дуга је 3-4 cm, тек незнатно краћа од четири пурпурносмеђа листића перијанта. Плодник је ваљкаст, ситно длакав, дужине око 2-2,5 cm.

Плод је чахура са великим бројем ситних семена.

## Станиште
Расте у шумама од низијског до алпског појаса, честа је у шумама букве, бора и ариша. Расте појединачно или у мањим групама на засенченим или полузасенченим местима, на кречњаку или доломиту.

## Ареал
Припада циркумполарном флорном елементу. Распрострањена је у већем делу Европе, као и у Азији све до Сахалина, Кореје и Кине.

## Статус угрожености
Госпина папучица је одувек била веома омиљена украсна биљка, што је довело до њеног интензивног брања и коначно до тога да постане ретка и веома угрожена врста. Заштићена је од стране УНЕСКО-а као светска природна реткост. У породици орхидеја (Orchidaceae) има више врста које су такође заштићене.